# Legião Portuguesa (Estado Novo)
A Legião Portuguesa (LP) GOC GCA constituiu uma organização nacional, integrando uma milícia, que funcionou durante o período do Estado Novo em Portugal.
A LP era um organismo do Estado, normalmente dependente do Ministério do Interior. Em caso de guerra ou de emergência grave poderia passar para a dependência do ministro da Defesa Nacional.
Podiam pertencer à LP os Portugueses, de ambos os sexos, com mais de 18 anos de idade que tomassem, sob juramento, o compromisso de servir a Nação de harmonia com os intuitos do movimento gerador da organização. Os membros da LP formavam o movimento nacional legionário. Os legionários com instrução militar e fazendo parte das forças da LP constituíam a milícia legionária.
Criada em 1936 com o objetivo de "defender o património espiritual da Nação e combater a ameaça comunista e o anarquismo", a partir da década de 1940 a LP passou a ser essencialmente uma organização de defesa civil. A LP foi extinta no próprio dia do 25 de abril de 1974.

## História

### Criação da Legião Portuguesa
No início do Estado Novo, os membros de antigos movimentos considerados mais radicais como o Integralismo Lusitano, o Movimento Nacional-Sindicalista, a Cruzada Nacional Nuno Álvares Pereira e a Liga 28 de Maio, propuseram a criação de uma milícia popular, inspirada em organizações como a SA (camisas castanhas) alemã ou a MVSN (camisas negras) italiana. Salazar opôs-se à criação de uma organização desse tipo porque nunca sentiu que o Estado Novo tivesse necessidade de se apoiar numa milícia para se afirmar, ao contrário do que tinha acontecido com os Nazis na Alemanha e Fascistas em Itália, cujas milícias tinham sido determinantes para a sua chegada ao poder.
Perante a necessidade de canalizar os ânimos daqueles elementos mais radicais e ainda perante as ameaça que constituía para o país o início da Guerra Civil Espanhola e a hostilidade de alguns movimentos políticos espanhóis que pretendiam incorporar Portugal numa futura União Soviética Ibérica, sob proposta do major Jorge Botelho Moniz o governo de Salazar decide a criação da Legião Portuguesa. A LP não seria uma milícia partidária como a SA ou a MVSN, mas sim um organismo do Estado, dependente dos ministérios do Interior e da Guerra. Assim, pelo Decreto-Lei n.º 27 058 de 30 de Setembro de 1936 é criada a Legião Portuguesa com o objectivo formal de "defender o património espiritual da Nação e combater a ameaça comunista e o anarquismo".
A orgânica estabelecida para a LP determinava que a mesma fosse superiormente dirigida por uma junta central, cujos membros — nomeados pelo Governo — deveriam ser "pessoas de formação e espírito nacionalista". A Junta Central incluía o presidente, o comandante-geral da LP e mais quatro membros. O órgão superior de execução seria o Comando-Geral, do qual estariam dependentes os comandos distritais e as forças da LP. A primeira junta central foi presidida por Pinto Leite (Lumbrales) e o primeiro comandante-geral foi Namorado de Aguiar. Viriam a fazer parte, da Junta Central, do Comando-Geral e de outros órgãos superiores da LP, pessoas que se iriam mais tarde notabilizar politicamente como Craveiro Lopes, Henrique Tenreiro, Humberto Delgado, António de Spínola ou Júlio Evangelista.
As forças da LP, dependentes dos diversos comandos distritais, formariam batalhões, terços — equivalentes a companhia — lanças — equivalentes a pelotão — secções e quinas de cinco legionários — equivalentes a esquadra. As designações "terço" e "lança" deverão ter-se baseado nas de tipos de unidades da antiga organização militar portuguesa. O terço era a unidade correspondente ao regimento no Exército Português dos séculos XVI e XVII. Já a lança era uma unidade do exército medieval que incluía um cavaleiro e os seus auxiliares a cavalo (escudeiro, pajem e dois besteiros ou arqueiros). Já "quina" é a designação tradicional de cada um dos cinco escudetes das Armas de Portugal.
Além das forças distritais, estava prevista a existência de forças e serviços autónomos legionários que ficariam na directa dependência do Comando-Geral da LP. Os primeiros destes a serem criados foram o Serviço de Informações e a Brigada dos Correios e Telégrafos, ainda em 1936. Seguir-se-iam, em 1937, a Brigada Naval e a Brigada Automóvel — que incluía as forças motorizadas legionárias independentes. Seria também criado, na dependência da Junta Central, o Serviços de Acção Política e Social.
Durante a Guerra Civil Espanhola, a LP apoia os milhares de voluntários portugueses, os viriatos, muitos deles membros da LP — que combatem ao lado dos Nacionalistas, incluindo-se neles o próprio Jorge Botelho Moniz. Alguns «viriatos» manter-se-iam ao serviço da Legião Estrangeira Espanhola e ainda viriam a combater na Frente Russa, durante a Segunda Guerra Mundial, integrados na Divisão Azul. Em 1939, ano que acaba a Guerra Civil Espanhola e começa a Segunda Guerra Mundial, a LP atinge o seu auge registando cerca de 53 000 membros espalhados por todos os distritos do Continente e ilhas.

### Segunda Guerra Mundial
Com o início da Segunda Guerra Mundial, a LP é a única organização portuguesa que apoia abertamente as Potências do Eixo, contrariando a posição do governo de Salazar que havia declarado a neutralidade e cujas posições iriam tender cada vez mais para o apoio aos Aliados. As posições de forte apoio à Alemanha por parte da LP — defendendo a entrada de Portugal na guerra ao lado do Eixo — iriam mesmo causar alguns inconvenientes à política diplomática do Estado Novo, prejudicando ocasionalmente a relação entre este e os Aliados.
Entretanto, a LP mantém uma relação pouco pacífica com a Mocidade Portuguesa (MP). Os principais pontos de discórdia são o facto da MP não obrigar os seus filiados a saudar os graduados da LP e o facto da Mocidade também manter uma milícia composta por filiados de idade superior a 17 anos. As divergência acabaram por ser mitigadas através da intervenção de Marcello Caetano (Comissário Nacional da MP entre 1940 e 1944) e de Humberto Delgado (simultaneamente dirigente da LP e da MP). Segundo o acordo obtido, os membros da MP passariam a saudar os graduados da Legião e os jovens de idade superior a 21 anos só poderiam manter-se na Milícia da MP se fossem estudantes do ensino superior e nunca para além dos 26 anos.
Desde a sua criação, o Governo nunca permite uma distribuição alargada de armas e munições à LP, impedindo-a de se tornar numa força com capacidade militar relevante. Em 1942 e perante a possibilidade de uma invasão alemã de Portugal com apoio espanhol, o governo de Salazar decide organizar a Defesa Civil do Território (DCT), cuja responsabilidade é atribuída à LP. Junto à LP passa a funcionar o Comando da DCT, cujo comandante é o próprio comandante-geral da Legião. A partir de então, a defesa civil irá passar a constituir a principal função da LP até à sua extinção em 1974.

### Pós-Guerra
Depois do final da Segunda Guerra Mundial e, sobretudo, a partir da entrada de Portugal na OTAN, as funções de defesa civil da Legião Portuguesa ocupam um espaço cada vez mais importante no seio desta. Com o início da Guerra Fria, a Organização Nacional da Defesa Civil do Território funcionando agregada à LP ocupa-se da instrução e doutrinação da população civil para a defesa civil, incluindo a preparação de medidas de defesa passiva contra eventuais ataques nucleares. No âmbito da defesa civil, a milícia da LP continua a ser encarregue de vigiar as instalações sensíveis que pudessem vir a ser alvo de sabotagem.
A orgânica da LP previa que a organização e a actividade desta se estendesse a todo o Território Português, inclusive ao Ultramar. Em cada província ultramarina existiria uma junta provincial da LP — com organização e competência ajustadas às características peculiares de cada província — e um comando próprio subordinado ao Comando-Geral. No entanto, a organização da LP no Ultramar acabou por nunca se efectivar. Com a necessidade de autodefesa das populações decorrentes do começo da Guerra do Ultramar, acabaram por ser criadas em Angola e outras províncias ultramarinas, organizações de voluntários que se transformariam nas organizações provinciais de voluntários e defesa civil, com funções quase idênticas às que a LP desempenhava na Metrópole.
No campo político, os membros da LP são parte activa no apoio à União Nacional (UN) e aos candidatos por ela apoiados nas diversas campanhas eleitorais e eleições. Cabe também a elementos da LP a protecção das sedes da UN e a segurança pessoal de alguns dos seus dirigentes.
As forças legionárias também são ocasionalmente empregues na dispersão de manifestações não autorizadas e no fecho de organizações tidas como subversivas, colaborando com a Polícia de Segurança Pública e com a Guarda Nacional Republicana. Estas actividades são desenvolvidas essencialmente pela Força Automóvel de Choque e, posteriormente, pelo Grupo de Intervenção Imediata, as únicas unidades de milícia da LP que mantêm ainda uma capacidade operacional relevante. No campo da recolha de informação de segurança, a LP actua, através do seu Serviço de Informações, colaborando com a Polícia Internacional e de Defesa do Estado.
Quando ocorre o 25 de Abril de 1974, existem cerca de 80 000 legionários inscritos, mas destes apenas uma pequena parte desempenha funções activas na milícia legionária. A Legião Portuguesa é extinta no próprio dia 25 de Abril, através do Decreto-Lei n.º 171/74.

## Membros
Podiam pertencer à LP todos os Portugueses, com mais de 18 anos de idade que tomassem, sob juramento, o compromisso de servir a Nação de harmonia com os intuitos do movimento gerador da Legião. A admissão à LP era permitida apenas aos homens.
Os membros da LP dividiam-se em três escalões:
1. Escalão das Actividade Militares — incluía os legionários com idades entre os 18 e os 45 anos. Em casos excepcionais podia integrar legionários de idade superior;
2. Escalão Privativo da DCT — integrava os legionários com idade superior a 45 anos, os de menor idade que tivessem sido autorizados a passar a este escalão e, a título provisório, os legionários especializados em DCT ainda que pertencessem ao 1º Escalão;
3. Escalão de Serviços Moderados — integrava os legionários com idade superior a 60 anos que tivessem solicitado e sido autorizados a passar a este escalão e os legionários com idade superior a 50 anos que tivessem sido autorizados a ingressar directamente neste escalão.

O juramento dos membros do movimento nacional legionário era o Compromisso do Legionário que consistia no seguinte:
Além dos legionários, existiam os subscritores que, não sendo membros da LP, contribuíam para o seu financiamento.

## Orgânica

### Organização geral
A Legião Portuguesa era um organismo dependente do Ministério do Interior. Em caso de guerra ou de emergência grave passaria para a dependência do ministro da Guerra, com excepção da Brigada Naval que passaria para a dependência do ministro da Marinha. A partir de 1961, em caso de guerra ou de emergência, a totalidade da LP passaria para a dependência do ministro da Defesa Nacional. A estrutura interna da LP previa os seguintes órgãos, forças e serviços:
- Junta Central
  - Serviço de Acção Política e Social
  - Comando-Geral
    - Comandos distritais;
      - Núcleos / delegações concelhias;
      - Forças distritais;

    - Brigada Naval;
    - Brigada Automóvel.
    - Serviço de Informações;
    - Serviço de Transmissões;
    - Serviço de Saúde.

### Junta Central
A Junta Central da LP era o seu órgão superior. Era constituída por um presidente e vários vogais, um dos quais era o comandante-geral da LP.
Competia à Junta Central dirigir superiormente a LP, nomeadamente estabelecer as directrizes a seguir nas duas diferentes actividades.

### Comando-Geral
O Comando-Geral era o órgão de execução das deliberações da Junta Central. Era chefiado pelo comandante-geral da LP, o qual deveria ser um oficial general das Forças Armadas. O comandante-geral era coadjuvado por dois 2.os comandantes-gerais, um dos quais destinado às actividades da defesa civil.
Como órgão auxiliar do comandante-geral existia o Quartel-General da Legião Portuguesa que incluía três adjuntos militares e um adjunto civil de estado-maior. Os adjuntos militares designavam-se, respectivamente «chefe», «1.º subchefe» e «2.º subchefe do estado-maior da Legião». O Quartel-General incluía quatro repartições.
A 1.ª Repartição (Expediente e Pessoal) era responsável pelo expediente, pelo cadastro da Milícia, pelo cadastro da Defesa Civil, pelo protocolo e pela justiça.
A 2.ª Repartição (Informações) era responsável pela informação, contra-informação, espionagem, contra-espionagem, assuntos da NATO e vigilância de atividades subversivas. Esta repartição geria a rede de informadores da LP, recolhendo, filtrando e canalizando as informações relevantes e canalizando-as, conforme a natureza, para a PIDE, para o Ministério do Interior, para o ministro da Defesa Nacional, para a Presidência do Conselho de Ministros ou para a Presidência da República.
A 3.ª Repartição (Instrução e Operações) era responsável pela organização e instrução da Milícia, pela mobilização e defesa das populações, pela instrução e operações de Defesa Civil do Território, pela defesa nuclear, biológica e química e pela evacuação do território.
A 4.ª Repartição (Logística) era responsável pelo auxílio social às populações, pelo material de Defesa Civil, pelo material de aquartelamento e fardamento, pelo material de guerra e pelos assuntos do uso e porte de arma.
Na dependência do Comando-Geral funcionava a Escola Nacional, o Terço de Comando e Serviços e os serviços de Ação Psicológica e Propaganda, de Saúde, de Cinema, de Transportes, de Relações Públicas e Culturais, Sociais e de Transmissões e Alertas.

### Forças legionárias distritais
Em cada distrito existia um comando distrital da LP ao qual estavam subordinadas forças legionárias distritais. Estas eram constituídas por batalhões e terços independentes. Cada batalhão era composto por três terços. Cada terço era composto por quatro lanças. Cada lança era composta por três secções. Cada secção era composta por duas ou três quinas. Cada quina era constituída por cinco legionários.
No início da década de 1940 — período áureo de atividade da LP — existiam, espalhados por todos os distritos do Continente e ilhas, 45 batalhões, 62 terços independentes, um terço de cavalaria e duas lanças de cavalaria. Além destas forças distritais, ainda existia um batalhão de automobilistas, uma banda de música e as forças da Brigada Naval.

### Brigada Naval
A Brigada Naval da LP foi criada pelo Decreto-lei n.º 29 209 de 5 de dezembro de 1938, com a missão de reavivar as tradições marítimas de Portugal e de orientar os desportos náuticos. Com uma grande ligação à Marinha Portuguesa da qual dependeria em caso de guerra (ao contrário do resto da LP que ficaria na dependência do Exército), a Brigada Naval gozou sempre de uma grande autonomia em relação ao restante da Legião, dispondo de um comando próprio e usando os seus legionários um uniforme diferente.
Estando a Brigada Naval vocacionada para funcionar como uma reserva da Marinha de Guerra, os seus oficiais de milícia formavam a Reserva Legionária (Reserva L) da Armada.
A Brigada Naval estava sediada no Quartel dos Marinheiros em Alcântara, Lisboa — onde dispunha de um batalhão e de uma banda de música — e mantinha destacamentos no Porto, em Ponta Delgada e em Angra do Heroísmo. Integrava a canhoneira Dio, onde funcionava a sua escola prática.

### Serviço de Informações
O Serviço de Informações constituía um dos serviços autónomos da LP, estando diretamente dependente do Comando-Geral. Competia-lhe a vigilância e a recolha de informações relativas a elementos antagónicos ao Estado. Durante a Segunda Guerra Mundial, esteve ativamente envolvido em atividades de contra-espionagem contra redes de serviços secretos estrangeiros a atuar em Portugal.

### Serviço de Ação Política e Social
Dependente diretamente da Junta Central da LP, o Serviço de Ação Política e Social destinava-se a facultar assistência económica e moral aos legionários e respetivas famílias, a promover a cultura cívica dos legionários, a divulgar os princípios fundamentais que orientavam a LP e a doutrina política da Revolução Nacional, a ação ideológica anticomunista, a organização do desporto dos legionários e a preparação dos legionários para a prestação de serviços de natureza não militar.

### Defesa Civil do Território
Junto à LP funcionava a Organização Nacional de Defesa Civil do Território, cujo comandante era o próprio Comandante-Geral da LP. A DCT acabou por se tornar na mais importante responsabilidade da LP.
Criada pelo Decreto-Lei n.º 31 956 de 2 de abril de 1942, a DCT destinava-se a assegurar o regular funcionamento, em tempo de guerra ou de grave emergência, das atividades do país. Competia-lhe, nomeadamente a defesa das populações e da riqueza pública contra ataques aéreos, a guarda das comunicações, das obras de arte e dos centros vitais de qualquer natureza contra ataques da aviação inimiga, a guarda ou a inutilização das zonas de retaguarda ou do interior de tudo o que possa ser útil ao inimigo, a inutilização das tentativas de destruição dos bens públicos por parte dos agitadores estrangeiros ou nacionais, a vigilância das atividades exercidas por estrangeiros e por nacionais atentórias da segurança militar do território e a preparação moral da Nação para a guerra no sentido de fortalecer o espírito de vitalidade e de resistência da população e a coesão nacional em face do perigo.
Na sequência da extinção da LP em 1974, as suas funções nesta área foram parcialmente atribuídas ao Serviço Nacional de Protecção Civil criado em 1975 e que está na origem da atual Autoridade Nacional de Protecção Civil.

## Símbolos e uniformes

### Emblemas

Bandeira da Legião Portuguesa.

A Legião Portuguesa adoptou como símbolo a cruz flor de lisada de verde da Ordem de Avis em homenagem ao Rei D. João I, que havia sido mestre daquela ordem. A cruz de Avis era usada nos emblemas, distintivos, uniformes, bandeiras, publicações, veículos e outros itens da LP.
Existiam emblemas específicos para legionárias, para legionários e para subscritores permanentes da LP, para uso quando não uniformizados. Todos estes emblemas tinham como motivo central a cruz de Avis.
A DCT dispunha do seu próprio emblema, que também incluía a cruz de Avis. No emblema da DCT, a cruz de Avis era circundada por uma coroa vermelha, onde estavam inscritas as letras "D", "C" e "T".
Certas unidades da LP dispunham dos seus próprios distintivos e crachás identificativos.
A Legião Portuguesa 28 de Maio foi agraciada com o grau de Comendador da Ordem de Benemerência a 17 de Maio de 1958.

### Bandeiras
A bandeira da LP era quadrada, de branco com a cruz de Avis ao centro e uma bordadura verde. As unidades da LP usavam reproduções da bandeira sob a forma de estandartes e guiões. Na bordadura dos estandartes e guiões eram inscritas as designações das respetivas unidades.
A Bandeira da Legião Portuguesa foi agraciada a 7 de Junho de 1943 com o grau de Grande-Oficial da Ordem Militar de Nosso Senhor Jesus Cristo e a 6 de Julho de 1961 com a Grã-Cruz da Ordem Militar de São Bento de Avis.

### Hino
A Legião Portuguesa tinha um hino, escrito por José Gonçalves Lobo em 1937, que enunciava os seus princípios e objectivos e continha palavras de enaltecimento a Salazar:
Já existe a Legião,
Ao vento solta o pendão,
Dá combate ao anarquista.
Não voltamos ao passado,
Acabou o revoltado,
Disso temos a certeza;
E mais tranquilos andamos
Porque todos confiamos
Na Legião Portuguesa.
Reparai no seu marchar,
Os braços a oscilar,
Elevando a mão ao peito.
Garbosos e aprumados,
São verdadeiros soldados
da ordem e do respeito.
Ele é um soldado unido,
Quer na paz ou quer no perigo,
O seu lema é avançar.

### Grito de guerra
A Legião Portuguesa usava um grito de guerra que era: 

### Uniforme
O uniforme da LP consistia em calças e dólmã castanhos e camisa, gravata e bivaque verdes. No uniforme da Brigada Naval, as calças e o dólmã eram de cor azul-escura.